# La Canaille (groupe)
Pour les articles homonymes, voir La Canaille (homonymie).
La Canaille est un groupe et collectif de rap rock français, originaire de Montreuil, en Seine-Saint-Denis. Mené par Marc Nammour, le groupe est nommé dans la catégorie de « Révélation hip-hop » du Printemps de Bourges 2007. Il compte un total de quatre albums studio. La Canaille développe des textes engagés et une musique hybride entre le rock (pour les orchestrations) et le rap (pour les voix).

## Biographie
Le groupe est fondé en 2003 à Montreuil, en Seine-Saint-Denis,. Inspiré par Aimé Césaire, le créateur du groupe, Marc Nammour, grandit dans la petite ville ouvrière de Saint-Claude dans le Jura, ses parents et grands-parents étant réfugiés en 1986 après avoir fui la guerre du Liban. En 2007, le groupe est nommé dans la catégorie de « Révélation hip-hop » du Printemps de Bourges 2007,.
En 2009, La Canaille publie son premier album Une goutte de miel dans un litre de plomb, « opus ayant véritablement lancé cette formation de Montreuil dans le grand bain des artistes à découvrir absolument. » Pour Les Inrocks, l'album « est en effet une double révélation. Celle d’un groupe dont la bravoure instrumentale et la combativité critique tiennent la dragée haute au projet Zone Libre (Ni dieu ni maître, transe orientale zébrée de scratchs découverte il y a deux ans sur CQFD) et celle d’un MC d’une présence vocale à faire blêmir Arm de Psykick Lyrikah (Allons enfants…, reptilien et intimidant, comme l’ombre d’un manifestant se découpant dans un brouillard de fumigènes). » Il suit d'un deuxième album, Par temps de rage, en 2011, qui atteint la 149e place des classements musicaux français.
Le groupe publie la conclusion de sa « trilogie frontale et engagée », intitulée La Nausée en 2014. L'album fait participer Serge Teyssot-Gay sur le titre Omar, Lorenzo Bianchi et DJ Pone de Birdy Nam Nam aux scratches. L'album atteint la 154e place des classements musicaux français.
Le nom du groupe reprend le titre d'un chant révolutionnaire précurseur de la Commune de Paris écrit par Alexis Bouvier.

## Membres

### Membres actuels
Le groupe se compose de :
- Marc Nammour – chant
- Valentin Durup – guitare, machines, clavier
- Alexis Bossard – batterie, machines
- Jérôme Boivin – basse, clavier, arrangements

### Anciens membres
- Marc Barnaud – guitare
- Walter Paglani – basse, compositions, arrangements
- Nicolas Rinaldi (D.J.)
- Mathieu Lalande – guitare, compositions, arrangements

## Discographie

### Albums studio
- 2009 : Une goutte de miel dans un litre de plomb
- 2011 : Par temps de rage (autoproduction[16])
- 2014 : La Nausée (autoproduction[16])
- 2017 : 11.08.73

### EPs
- 2009 : Ep1
- 2015 : Deux yeux de trop